# Impulsabbildung
Die Impulsabbildung ist ein Konzept der mathematischen Physik, mit dem das Noether-Theorem über den Zusammenhang von Symmetrien und Erhaltungsgrößen theoretisch erklärt werden kann.

## Konstruktion der Impulsabbildung
Sei {\displaystyle (M,\omega )} eine symplektische Mannigfaltigkeit. Eine Lie-Gruppe {\displaystyle G} wirke durch Symplektomorphismen auf {\displaystyle M}. Die zur Lie-Gruppe zugehörige Lie-Algebra, aus der die Gruppe durch Exponentierung hervorgeht, sei {\displaystyle {\mathfrak {g}}}. Für {\displaystyle X\in {\mathfrak {g}}} sei {\displaystyle \xi _{X}} das entsprechende Vektorfeld auf {\displaystyle M} und {\displaystyle \iota } bezeichne das innere Produkt auf {\displaystyle M}.
Weil {\displaystyle G} durch Symplektomorphismen wirkt, ist die Lie-Ableitung {\displaystyle {\mathcal {L}}_{\xi _{X}}\omega =0}, mit der Cartan-Formel folgt {\displaystyle \mathrm {d} \iota _{\xi _{X}}\omega =0}, das Vektorfeld ist also symplektisch. Wenn die geschlossene Differentialform {\displaystyle \mathrm {\iota } _{\xi _{X}}\omega } exakt ist, ist das Vektorfeld zusätzlich hamiltonsch. Dies ist zum Beispiel immer dann der Fall, wenn die erste De-Rham-Kohomologie {\displaystyle H^{1}(M;\mathbb {R} )=0} ist.
In diesem Fall gibt es eine Funktion {\displaystyle \mu ^{X}\colon M\to \mathbb {R} } mit {\displaystyle \mathrm {d} \mu ^{X}=\iota _{\xi _{X}}}, und man erhält insgesamt eine Abbildung {\displaystyle \mu \colon M\to {\mathfrak {g}}^{*}} mit {\displaystyle \mu (x)(X)=\mu ^{X}(x)}. Diese Abbildung {\displaystyle \mu } wird als Impulsabbildung bezeichnet.

## Eigenschaften
- Für den symplektischen Gradienten {\displaystyle \operatorname {sgrad} } und jedes {\displaystyle X\in {\mathfrak {g}}^{*}} gilt {\displaystyle \operatorname {sgrad} (\mu ^{X})(x)=\left.{\frac {\mathrm {d} }{\mathrm {d} t}}(\exp(tX)\cdot x)\right|_{t=0}} für alle {\displaystyle x\in M}.
- Für alle {\displaystyle g\in G,x\in X} gilt {\displaystyle \mu (g\cdot x)=\operatorname {Ad} (g^{-1})^{*}\circ \mu (x)}.

## Noether-Theorem
Wenn eine Lie-Gruppe {\displaystyle G} durch Symplektomorphismen auf einer symplektischen Mannigfaltigkeit {\displaystyle (M,\omega )} wirkt und {\displaystyle H} eine {\displaystyle G}-invariante Hamilton-Funktion ist, dann ist {\displaystyle \mu } konstant entlang der Integralkurven von {\displaystyle \operatorname {sgrad} (H)} (also der Lösungskurven des Hamilton-Systems). Tatsächlich gilt für die Poisson-Klammer mit der Hamilton-Funktion
{\displaystyle \left\{\mu ^{X},H\right\}=\omega (X_{H},X)=\iota _{X}\mathrm {d} H=0}
für {\displaystyle X\in {\mathfrak {g}}^{*}}, woraus wegen der Gleichung {\displaystyle \left.{\frac {\mathrm {d} }{\mathrm {d} t}}\mu ^{X}(\Phi _{H}(t,x))\right|_{t=0}=\left\{\mu ^{X},H\right\}} für den hamiltonschen Fluss {\displaystyle \Phi _{H}} die Invarianz von {\displaystyle \mu ^{X}} folgt.